# Megalopoli, Grčija
Megalópoli (grščina: Μεγαλόπολη) je mesto v jugozahodnem delu pokrajine Arkadije na Peloponezu v Grčiji na istem kraju, kot je bil antični Megalopolis (Μεγαλόπολις). Ko je bil ustanovljen leta 371 pred našim štetjem, je bil prvo veliko mesto v antični Arkadiji. Njegovo gledališče je lahko sprejelo 20.000 obiskovalcev in je bilo eno največjih antičnih grških gledališč. Megalopoli ima več šol, trgovine, cerkve, hotele in drugo. Leta 2011 je imelo mesto 5779 prebivalcev.

## Geografija
Megalopoli leži v široki dolini in je obdan z gorami: Tajget na jugu, Majnal na severu, Tsemperu na jugovzhodu in Likajon na zahodu. Njegova nadmorska višina je 430 m. Reka Alfejos teče skozi to dolino, priteče z vzhoda in teče proti severu, južno in zahodno od mesta. Njen pritok Elisonas teče severno od mesta. Velike zaloge lignita okoli Megalopolija se izkoriščajo v odprtem kopu. Termoelektrarna Megalopoli je 3 km severozahodno od središča mesta in že od leta 1969 proizvaja električno energijo iz tega lignita.
Avtocesta A7 povezuje Megalopoli s Kalamato in Tripolijem, na kateri je tudi pomemben ločni most Tsakona. Grška državna cesta 7 povezuje Megalopoli s Pirgosom prek Karitajne in Andritsajne. Železnica od Korinta do Kalamata je 4 km južno od mesta. Megalopoli je 24 km jugozahodno od Tripolija, 41 km severno od Kalamate, 45 km severozahodno od Šparte in 68 km jugovzhodno od Pirgosa.

## Zgodovina
Megalopoli je znan po svojih antičnih ruševinah, ki so severozahodno od središča mesta, na obeh bregovih reke Elisonas. Ruševine starega gledališča so še vidne. Gledališče je lahko sprejelo do 20.000 ljudi in je bilo 30 m visoko. Druge znamenitosti so Tersileon s 67 stebri in tempelj (11,5 m × 5 m). Herodot je zapisal, da je bilo območje Megalopolisa bojišče Titanomahije, boja Titanov. Podlaga za to so bili očitno sloji lignita, ki se poleti rad vname in lahko tli več tednov ter ožge zemljo (Zevs naj bi pobil Titane s strelami), je tudi veliko fosilnih kosti prazgodovinskih slonov in nosorogov.  Herodot obvešča svoje bralce, da so bile kosti "Titanov" na ogled v različnih krajih v okolici vsaj od 5. stoletja pred našim štetjem.
Mesto je bilo ustanovljeno leta 371 pred našim štetjem pod tebanskim generalom Epaminondasom v poskusu, da ustvari politično protiutež Šparti. To je bila ena od 40 lokacij, ki so sestavljale megále pólis (veliko mesto). Leta 370 pred našim štetjem je postal sedež Arkadijske zveze, ki je v 3. stoletju pr. n. št. postala Ahajska zveza. Leta 331 pred našim štetjem so Megalopolis zavzeli Špartanci, tu je potekala tudi bitka z Makedonci, ki so prišli Megalopolisu na pomoč. Makedonci so premagali Špartance. Leta 223 pred našim štetjem je špartanski kralj Kleomen III. mesto požgal, vendar ga je ponovno postavil Filopem, general Ahajske zveze. Mesto je bilo opuščeno v srednjem veku. 
Bližnja vas Sinano (Σινάνο), ki je bila južno od antičnega mesta, se je preimenovala v Megalopoli po grški neodvisnosti.

## Občina
Občina Megalopoli je bila ustanovljena leta 2011 po reformi lokalne samouprave. Združile so se tri nekdanje občine, ki so postale občinske enote: 
- Falajzija
- Gortina
- Megalopoli

## Prebivalstvo
| Leto | Skupnost | Občinska enota | Občina |
| ---- | -------- | -------------- | ------ |
| 1920 | 1776     | –              | –      |
| 1961 | 2235     | –              | –      |
| 1981 | 4875     | –              | –      |
| 1991 | 4646     | 8888           | –      |
| 2001 | 5114     | 8657           | –      |
| 2011 | 5779     | 7890           | 10.687 |

## Pomembna meščana
- Filopem (253–183 pred n. št.), general in državnik
- Polibij (pribl. 203–120 pred n. št.), zgodovinar